# Ги-Блаше, Алис
 Али́с Ги́-Блаше́  или Али́с Ги́ (фр. Alice Guy Blaché; 1 июля 1873 — 24 марта 1968) — французский режиссёр, сценаристка и продюсер. Одна из первых режиссёров в истории кинематографа, первая женщина-режиссёр, продюсер, основательница и президент собственной кинокомпании. Считается автором первого фантастического фильма-феерии.   
После окончания курсов стенографии работала секретарём французского кинопромышленника Леона Гомона. В 1896 году она предложила себя в качестве режиссёра постановочных фильмов компании Gaumont, на базе которой ранее снимались только хронико-документальные картины. На протяжении десяти лет начиная с 1897 года является руководительницей производства и ведущим режиссёром подавляющего большинства повествовательных картин фирмы. В этот период она экспериментировала с техникой съёмки, синхронизацией звука и изображения, цветом, монтажом. В 1910 году, после того как переехала в США со своим мужем Эрбером Блаше, основала собственную кинокомпанию, на которой создала целый ряд фильмов в качестве сценариста и режиссёра. После окончания Первой мировой войны компания обанкротилась, и она вернулась во Францию, где не смогла найти работу в кинематографе, а её вклад в его развитие стал забываться. Признание её заслуг произошло лишь в 1950-е годы, после чего ей были посвящены целый ряд книг и документальных фильмов.

## Биография

### Ранние годы
Алис Ида Антуанетта Ги (фр. Alice Ida Antoinette Guy) родилась 1 июля 1873 года в городе Сен-Манде, недалеко от Парижа, и была младшей дочерью в семье книготорговца Эмиля Ги. У отца в Чили была сеть книжных магазинов, но к рождению дочери, её мать Мариетт вернулась в Париж. Первые годы своей жизни Алис провела у бабушки в Каруже, недалеко от швейцарской Женевы, а потом мать забрала её с собой в Сантьяго к отцу. После возвращения во Францию получила среднее образование, а в 1890 году она по совету знакомых устраивается на курсы машинисток и стенографисток.    

### Работа в компании Gaumont
После окончания курсов она устраивается работать по полученной профессии. Во время собеседования ей указали на её молодость и неопытность. В своих мемуарах она приводит произошедшую сцену следующим образом: «Я боюсь, что вы слишком молодая, мадемуазель»  сказала мадам, которая принимала её на работу, на что Алис уверенно заявила: «Ничего, это пройдёт». Через три она становится секретарём промышленника и изобретателя Леона Гомона, который являлся управляющим компании Comptoir Général de Photographie, производящей оптическое и фотографическое оборудование. После разногласий между учредителями и выставления компании на продажу, Гомон приобретает её, и в августе 1895 года преобразовывает в компанию «L. Gaumont et company», которая позже получила известность как Gaumont.
Ги и Гомон были среди приглашённых на демонстрацию синематографа братьев Люмьер, состоявшегося 22 марта 1895 года. На этом показе был продемонстрирован фильм «Выход рабочих с фабрики братьев Люмьер в Лионе», на котором были представлены работники, выходившие из ворот предприятия по окончании рабочего дня. Этот сеанс очень заинтересовал их, но если внимание Гомона в первую очередь привлекли технические и производственные вопросы, то Ги была поражена возможностями, которые открывает изобретение братьев Люмьер в области изображения, зрелища. В это время Гомон приобретает патент на хронофотограф Жоржа Демени, что стало основой 60-миллиметровой камеры фирмы, позже получившей короткое обиходное название хроногомон. По словам Ги, в то время образовательные и развлекательные аспекты кино, её начальника ещё не особо интересовали. Тем не менее, им была создана небольшая лаборатория для проявки и печати коротких демонстрационных (актуальных) фильмов, которые снимали сотрудники лаборатории, кинооператоры и сам президент компании. В связи с этими событиями Ги пришла к выводу, что можно создавать более качественные фильмы, не документального плана, а которые имели бы постановочный, игровой характер:  
Набравшись смелости, я робко сказала Гомону, что могла бы записать пару небольших сценок и что у меня есть друзья, которые в этом поучаствуют. Если бы в то время кто-то предвидел будущее развитие кино, я бы никогда не получила его разрешения. Мой юный возраст, неопытность, мой пол — всё было против меня. Однако я получила разрешение со строгим условием, что это не помешает выполнению моих секретарских обязанностей.
Таким образом она становится первой женщиной-кинорежиссёром в истории кинематографа. Согласно мемуарам Алис Ги, в первые месяцы 1896 года, она написала сценарий, сняла и срежиссировала свой первый художественный фильм «Капустная фея, или рождение детей» (фр. La Fée aux choux, ou La Naissance des enfants) продолжительность которого составляет стандартную на то время одну минуту. Однако по своему содержанию эта картина значительно отличается от большинства кинопродукции того периода. Наряду с работой Жоржа Мельеса, этот фильм-феерия рассматривается как старейший художественный фильм после «Политого поливальщика» братьев Люмьер. Однако не все историки раннего кино согласны с тем, что «Капустная фея» датируется именно 1896 годом. Кроме того в каталоге компании (не всегда хронологически точном) он обозначен под 1900 годом. Сюжет её основывается на распространённой французской легенде о том, что мальчики появляются на свет в капусте, а девочки в кустах роз. Действие происходит на огороде, где молодая дама (Ивонн Мюнье-Серан) склоняется над капустными кочанами и волшебным образом достаёт из них малышей, которых должны получить счастливые родители. Достав двух «новорождённых» она сажает их на землю, а третий малыш является куклой — своего рода «заготовка» будущего ребёнка, которая ещё не до конца созрела. В 1902 году она сняла ремейк под названием «Первоклассная акушерка» (фр. Sage Femme de première classe), который позднее ошибочно принимали за оригинал. Кроме того к этому сюжету неоднократно обращались и другие режиссёры. Картина пользовалась значительной популярностью, и её пришлось переснять как минимум ещё два раза.   
Гомон назначает Ги на должность руководителя за кинопроизводство компании, на которой она проработает с 1897-го по 1907 год. Начиная с 1896 года, считается, что она была постановщиком всех повествовательных фильмов, созданных в компании Гомона до 1905 года, то есть до того момента, когда было завершено строительство киностудии в Бют-Шомон, после чего объёмы кинопроизводства значительно расширились. Многие из фильмов, созданных в этот период, были позже адаптированы Ги в США, что помогает в атрибутировании её фильмографии.  
В 1902 году Гомон представляет  синхронизированную систему звука, получившую название хронофон. Первые попытки объединить фонограф с киноаппаратом были предприняты ещё в 1894 году Томасом Эдисоном, создавшим кинетофонограф. Считается, что его помощник Уильям Диксон ещё в 1891 году создал первый звуковой киноролик «Приветствие Диксона», что впрочем оспаривается некоторыми исследователями, которые относят создание первого фильма сопровождающегося звуком на несколько лет позже. Алис Ги начинает создавать фильмы с использованием  системы хронофона, что, по мнению некоторых киноведов, делает её первой в истории постановщиком, который начал снимать звуковое кино. В период между 1902 и 1907 годами она снимает более 100 «фоносцен», а по другим сведениям, даже несколько сотен таких лент.  
В 1905 году поставила фильм «Эсмеральда», который считается первой киноадаптацией романа Виктора Гюго «Собор Парижской богоматери». Авторство Ги на этот фильм было доказано позднейшими исследователями и про него положительно отзывался историк кино Жорж Садуль, по наблюдению которого, одна из мизансцен из этой ленты неизменно присутствовала во всех последующих экранизациях книги вплоть до 1938 года. В 1906 году сняла свой первый полнометражный художественный фильм «Жизнь Христа», обладающий большим производственным бюджетом , в котором было задействовано около 300 участников массовки. Она также экспериментирует с синхронизацией изображения и звука, снимая одноминутные звуковые ленты, а также с цветом («Цветочная фея»). Благодаря её деятельности и участию смогли утвердиться в кинематографе такие крупные фигуры французского кино как Викторен Жассе, Луи Фейад и Фернан Зекка. В 1906 году Алис Ги снимает на севере Франции фильм «Мирей» по одноимённой опере Шарля Гуно. В связи с тем, что её постоянный оператор Анатоль Тибервиль заболел, она приглашает на эту должность Эрбера Блаше, с которым у неё возникают отношения, и со съёмок они возвращаются в Париж помолвленными, а в марте 1907 года вступают в брак.

### Американский период
В 1907 году вместе с мужем она переезжает в Нью-Йорк (США), где Блаше работает в филиале «Гомон», занимаясь продвижением хронофона. С 1907 по 1910 в творческой деятельности Алис Ги наступил перерыв. Однако в 1910 году она арендует у Гомона часть помещений его нью-йоркской киностудии, и создаёт свою собственную кинопроизводственную компанию «Солакс Компани». Таким образом, она становится первой и единственной в то время в мире женщиной-собственником и президентом кинокомпании. Первоначально дела идут настолько хорошо, что она с партнёрами открывает собственную киностудию в Форте Ли (Нью-Джерси), строительство которой обошлось в более чем 100 000 долларов. «Солакс» начинает  производить по одному трёхчастному фильму в неделю. Алес Ги создаёт сценарии и выступает в качестве режиссёра не менее чем в половине из таких фильмов, а также является супервайзером каждого из них. В 1913 году у Эрбера Блаше заканчивается контракт с компанией Гомона, и Алис предлагает мужу стать президентом «Солакса», чтобы у неё появилось больше возможностей для творческой деятельности. Однако через три месяца её муж создал свою фирму «Blaché Features Inc», которая использует базу, актёров и наработки «Солакса». С началом Первой мировой войны и перемещением центра кинопроизводства в Голливуд, дела у компании Ги ухудшаются, что приводит к тому, что в 1918 году «Солакс» становится банкротом. После этого Эрбер Блаши перебирается в Калифорнию с одной из своих актрис, а Алис Ги остаётся в Нью-Йорке.  Последней её работой является поставленная с мужем в 1920 году драма «Запятнанная репутация».

### Возвращение во Францию
В 1922 году Алис Ги разводится с мужем, закрывает все финансовые вопросы, связанные с банкротством «Солакса» и возвращается обратно во Францию. Её попытки найти работу в кинопромышленности у себя на родине не увенчались успехом и про её вклад в развитие кинематографа постепенно забывают. Так, в 1930 году Гомон публикует историю своей компании, но не упоминает про вклад в её развитие своей соратницы. В ответ она пишет ему письмо с просьбой вспомнить и указать про её заслуги. Он ей это обещает, но не выполняет его. Анри Ланглуа в своей статье «Истоки французского кино» перечисляет всех пионеров французского кино, но не упоминает её, хотя и указывает некоторые её фильмы. В 1947 году её приглашают читать лекции в женских клубах в Швейцарии. Успех этих и других публичных выступлений вдохновляет её на написание собственных мемуаров. В декабре 1954 года после того как сын Леона Гомона Луи выступает в Париже с речью «Мадам Алис Ги Блаше, первая женщина-режиссёр», на неё стали обращать внимание как пионера кино, такие известные историки кинематографа, как Жан Митре, Жорж Садуль, Рене Жан, Чарльз Форд. В 1955 году в знак признания её заслуг её награждают орденом Почётного легиона. 

### Поздние годы
В 1963 году Виктор Баши взял у неё интервью, после чего опубликовал её биографию. В 1964 году Алис Ги вернулась в Соединённые Штаты, где жила со своей единственной дочерью Симоной. 24 марта 1968 года, в возрасте 94 лет, Ги скончалась в доме престарелых в Нью-Джерси. Похоронена на кладбище в Мариресте в Нью-Джерси. В 1976 году вышла книга её мемуаров «Автобиография первооткрывательницы французского кино».

## Наследие
Алис Ги-Блаше — первая кинорежиссёр-женщина и является автором одного из первых фильмов-нарративов, снятого в 1896 году («Капустная фея»). Её 24-летняя карьера управления киностудиями, написания сценариев и съёмок фильмов является самой долгой карьерой любого из других пионеров кино. По некоторым данным с 1896 по 1920 годы она сняла более 1000 фильмов, 22 из которых — полнометражные. Постепенно фильмы, которые она снимала, атрибутируются исследователями за ней. Так, в числе первых из уцелевших её фильмов пятнадцать были обнаружены в 1999 году старьёвщиком, который продал их коллекционерам, и они стали объектом исследования киноведов. Она была первой женщиной, которая управляла и владела своей собственной студией, Solax Company. В 2013 году она была  введена в Зал славы Нью-Джерси. В 2017 году была учреждена ежегодная премия Алис Ги (фр. Prix Alice Guy), которой награждаются женщины-режиссёры. В 2018 году в рамках Каннского кинофестиваля был показан документальный фильм «Будь естественным: Нерассказанная история Алис Ги-Блаше» (англ. Be Natural: The Untold Story of Alice Guy-Blaché), снятый режиссёром Памелой Б. Грин (англ. Pamela B. Green) и спродюсированный Джоди Фостер.

## Избранная фильмография
- 1896 — Капустная фея /  La Fée aux choux
- 1897 — В трапезной / Au réfectoire
- 1897 — В классе / En Classe
- 1897 — Идиллия / Idylle
- 1897 — Рыбак в потоке воды / Le Pêcheur dans le torrent
- 1898 — Слепой конец века / L'Aveugle fin de siècle
- 1899 — В кабаре / Au cabaret
- 1899 — Опасности алкоголизма / Les Dangers de l'alcoolisme
- 1900 — Капустная фея / La Fée aux choux
- 1900 — Хирургия конца века / Chirurgie fin de siècle
- 1901 — Баскские танцы / Danses basques
- 1902 — Первоклассная акушерка / Sage Femme de première classe
- 1902 — Обученные собаки / Les Chiens savants
- 1903 — Господин принимает ванну / Comment monsieur prend son bain
- 1904 — Париж ночью / Paris la nuit

- 1905 — Эсмеральда / La Esméralda
- 1905 — Масоны / Les Maçons
- 1906 — Весенняя фея / La Fée Printemps
- 1906 — Жизнь Христа / Vie du Christ, La
- 1906 — Фауст и Мефистофель / Faust et Méphistophélès
- 1906 — Похищение детей цыганами
- 1906 — Мирей / Mireille (сценарий Луи Фейада)
- 1906 — Плоды феминизма /  Les Résultats du féminisme
- 1906 — Полотёр / Fratteur
- 1907 — Клей / La glu
- 1907 — Матрац-эпилептик / (фр. Le matelas épileptique, англ. Drunken matress)
- 1912 — Фра Дьяволо / Fra Diavolo
- 1912 — Алджи-золотоискатель / Algie, the miner
- 1915 — Вампир / The Vampire
- 1918 — Большое приключение / The Great Adventure
- 1920 — Запятнанная репутация / Tarnished Reputations